# Romaanse toren van Pont-de-Loup
De Romaanse toren van Pont-de-Loup is een overblijfsel van de voormalige kerk gebouwd in romaanse stijl van Pont-de-Loup, deel van de Belgische gemeente Aiseau-Presles, in het oosten van de provincie Henegouwen.

## Locatie
De solitaire toren van Pont-de-Loup staat op een begraafplaats met vele mijnwerkersgraven, aan de rand van de Samber op de kruising van de rue de la Sambre en de rue de la Tour, waar hij een opvallend contrast vormt met de verbrandingsoven en omliggende fabrieken.

## Geschiedenis
Het is de klokkentoren van de oude parochiekerk van Saint-Clet die viel onder het kapittel van de Sint-Lambertuskathedraal in Luik. Deze kerk, die werd gebouwd aan het eind van de 12e of het begin van de 13e eeuw, werd in de 16e eeuw vervangen door een gotische kerk. De kerk werd in 1861 afgebroken. In 1992 werd de toren tot beschermd erfgoed verklaard, met een bufferzone rondom.

## Architectuur
In de zuidgevel zit een toegangsdeur, die werd aangebracht in de 19e eeuw. Deze deur bestaat uit een raamwerk van steenblokken en een latei en zadeldak gemaakt van blauwe hardsteen.
In het hogere deel van de toren is het metselwerk van de noord- zuid- en westgevel voorzien van uitkijkspleten waarboven driehoekige lateien.
Aan de top is elke zijde voorzien van een dubbele klankarcade met lamellen (abat-sons), om het geluid van de klokken optimaal te verspreiden waarbij de lamellen tevens regenwater tegenhouden.

## Afbeeldingen

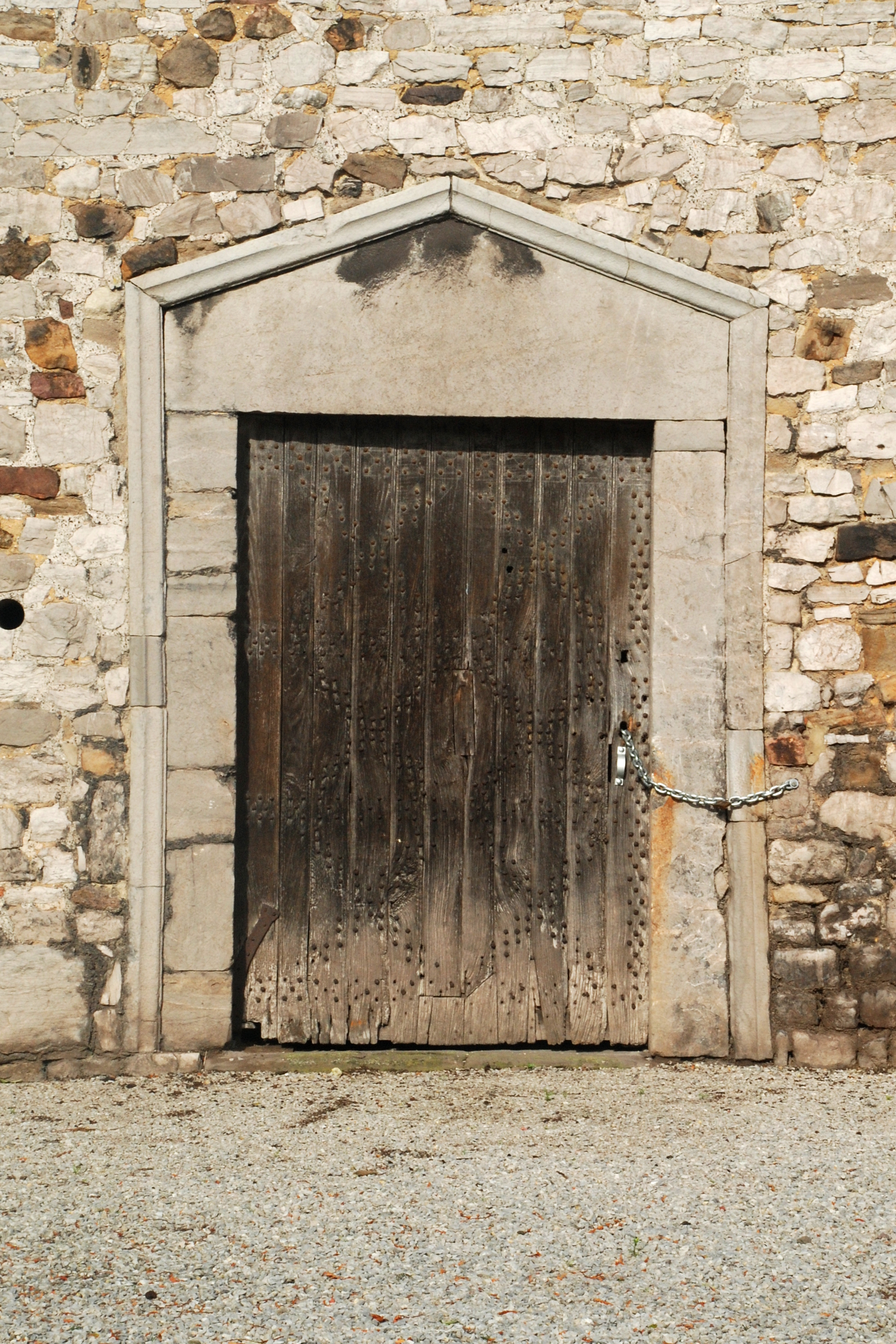
Ingang
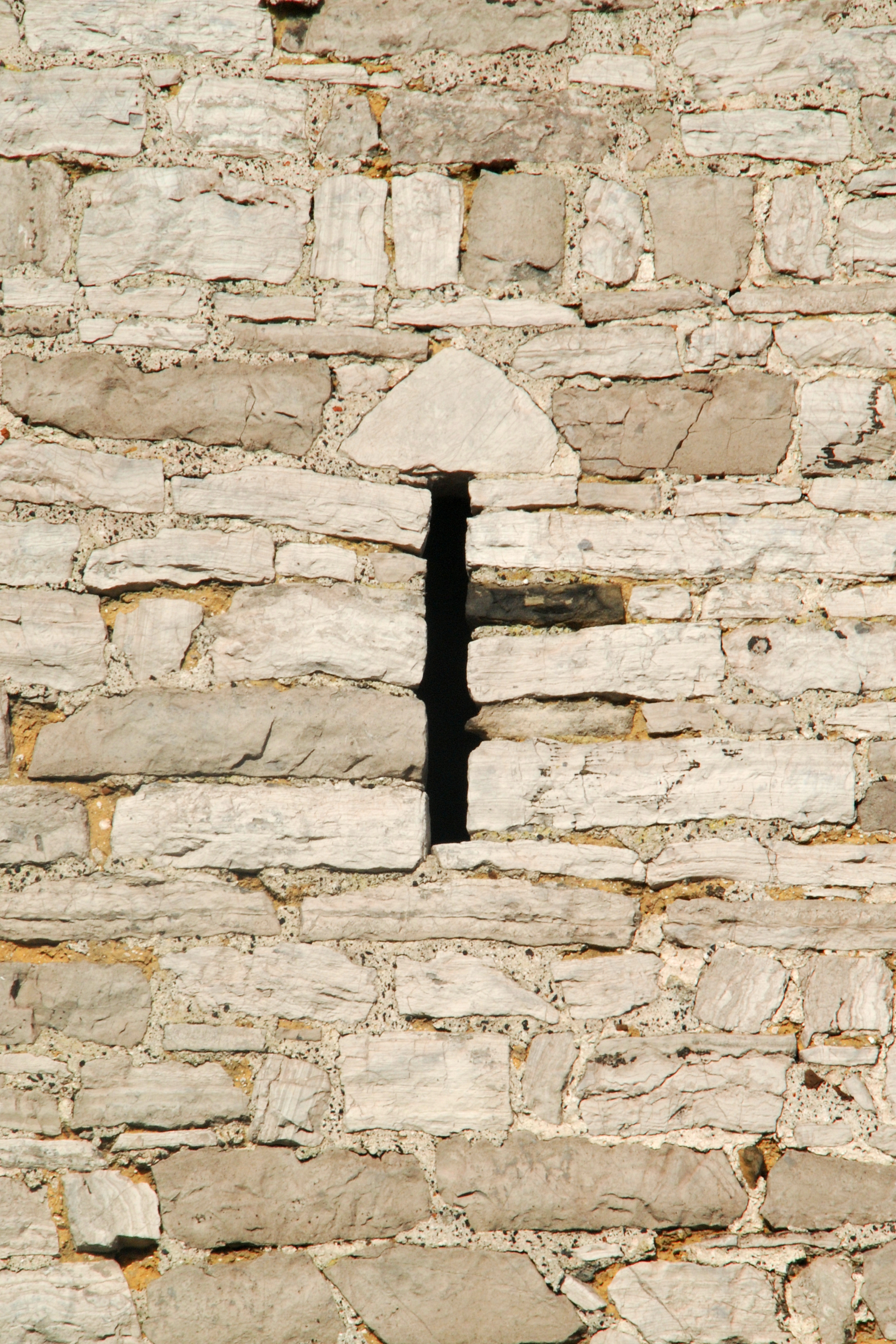
Kijkgat
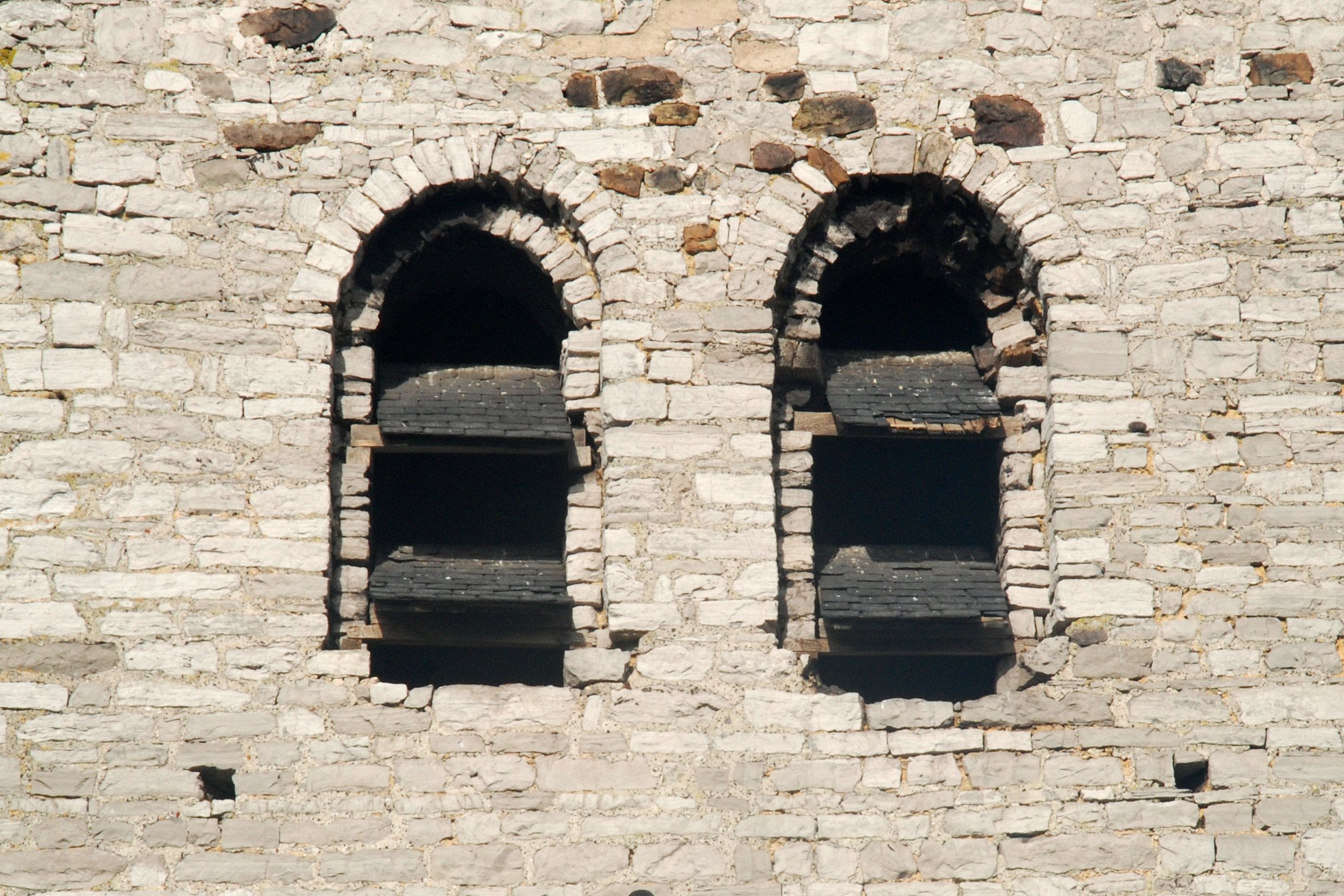
Klankarcaden